# Знаменка (Нагайбакский район)
Знаменка — посёлок в Нагайбакском районе Челябинской области России. Входит в состав Куликовского сельского поселения.

## История
Населённый пункт возник в 1963 году как посёлок 4-го отделения совхоза «Северный».

## Население
| 2002 | 2010 |
| ---- | ---- |
| 382  | ↘324 |